# Bissee
Bissee er en kommune og en by i det nordlige Tyskland, beliggende i den sydøstlige del af Amt Bordesholm under Kreis Rendsborg-Egernførde. Kreis Rendsborg-Egernførde ligger i den centrale del af delstaten Slesvig-Holsten.

## Geografi
Bissee ligger ved Bothkamper See i et landskab præget af randmoræner omkring Ejderdalen. Mod vest løber Bundesautobahn 215 fra Neumünster mod Kiel, mod øst Bundesstraße 404 fra Bad Segeberg mod Kiel.